# Armă mortală 2
Armă mortală 2 (titlu original: Lethal Weapon 2) este un film american din 1989 regizat de Richard Donner. Rolurile principale au fost interpretate de actorii Mel Gibson, Danny Glover, Patsy Kensit, Joe Pesci, Derrick O'Connor și Joss Ackland. Este al doilea film din seria de filme de acțiune de comedie Armă mortală.

## Prezentare
Chiar dacă aparent nu se înțeleg deloc, cei doi polițiști (Martin Riggs și Roger Murtaugh) fac o echipă foarte bună, o adevărată „armă mortală”. Aceștia sunt nevoiți să păzească un martor-cheie într-un proces împotriva unor mari mafioți care fac trafic de droguri.

## Distribuție
- Mel Gibson ca Detectiv Martin Riggs
- Danny Glover ca Detectiv Roger Murtaugh
- Joe Pesci ca Leo Getz
- Joss Ackland ca Arjen Rudd
- Derrick O'Connor ca Pieter Vorstedt
- Patsy Kensit ca Rika van den Haas
- Darlene Love ca Trish Murtaugh
- Steve Kahan - Căpitanul Murphy
- Mark Rolston ca Hans
- Jenette Goldstein ca Detectiv Meagan Shapiro
- Dean Norris ca Detectiv Tim Cavanaugh
- Nestor Serrano ca Eddie Estaban
- Mary Ellen Trainor ca Dr. Stephanie Woods (Police Psychiatrist)
- Kenneth Tigar ca Bekker
- Pat Skipper ca Hitman
- Bruce Young ca Hitman
- Traci Wolfe ca Rianne Murtaugh
- Juney Smith ca Tom Wyler